# آکاسیای اسچافنری
 آکاسیا اسچافنری (نام علمی: Acacia schaffneri) نام یک گونه از سرده آکاسیا است.